# Siurte
Siurte (ukr. Сюрте) – wieś na Ukrainie w rejonie użhorodzkim obwodu zakarpackiego.
Znajduje tu się stacja kolejowa Strumkiwka, położona na linii Sambor – Czop.